# Mauritius Challenger 2004
Il Mauritius Challenger 2004 è stato un torneo di tennis facente parte della categoria ATP Challenger Series nell'ambito dell'ATP Challenger Series 2004. Il torneo si è giocato a Mauritius nelle Mauritius dal 29 novembre al 5 dicembre 2004 su campi in cemento.

## Vincitori

### Singolare
Andrei Pavel ha battuto in finale  Hyung-Taik Lee con il punteggio di 6–3, 6–1

### Doppio
Andrei Pavel /  Gabriel Trifu hanno battuto in finale  Jeff Coetzee /  Rik De Voest con il punteggio di 6–3, 6–4